# Neogeophilus silvestri
Neogeophilus silvestri är en mångfotingart som först beskrevs av Crabill 1961.  Neogeophilus silvestri ingår i släktet Neogeophilus och familjen Neogeophilidae.
Artens utbredningsområde är Guatemala. Inga underarter finns listade i Catalogue of Life.